# Fontana Liri
Fontana Liri ist eine Gemeinde in der Provinz Frosinone in der italienischen Region Latium mit 2684 Einwohnern (Stand 31. Dezember 2023). Sie liegt 110 km südöstlich von Rom und 28 km östlich von Frosinone.

## Geographie
Fontana Liri gliedert sich in die Ortsteile Fontana Liri Superiore und Fontana Liri Inferiore.
Fontana Liri Superiore liegt auf einem Hügel oberhalb des Tals des Liri, während sich mit Fontana Liri Inferiore der Hauptteil der Gemeinde in der Talebene ausdehnt.
Es ist Mitglied der Comunità Montana Valle del Liri.
Die Nachbarorte sind Arce, Arpino, Monte San Giovanni Campano, Rocca d’Arce und Santopadre.

### Verkehr
Fontana Liri wird mit der Strada Statale 82 della Valle del Liri , von Avezzano nach Itri, an das Fernstraßennetz angeschlossen.
Eine Eisenbahnverbindung besteht über die Bahnstrecke Avezzano-Sora-Roccasecca.

## Geschichte
Die antike Stadt Laterium befand sich vermutlich im Gebiet von Fontana Liri Inferiore. Ihr Niedergang begann bereits in der Römischen Kaiserzeit, in der es nur noch als zu Arpinum gehörendes Dorf bezeichnet wird.
1006 wurde Castello Zupponis, das heutige Fontana Liri Superiore, erstmals erwähnt.
1269 wurde die Burg von Karl von Anjou als Grenzfestung ausgebaut und in das Herzogtum Sora eingegliedert.
Im 14. Jahrhundert versuchte Gaetano I., Herzog von Sora, den Lago Solfatara aufzustauen und für Thermalkuren zu nutzen. Das erfolglose Unternehmen brachte dem Ort wohl den Namen Fontana (= Brunnen) ein.
1892 wurde das Stabilimento Militare Propellenti (Fabrik für Schießpulver) gegründet, in deren Folge sich die Siedlung Fontana Liri Inferiore entwickelte, die seit dem Zweiten Weltkrieg den Schwerpunkt der Gemeinde bildet.

## Bevölkerungsentwicklung
| Jahr      | 1861 | 1881 | 1901 | 1921 | 1936 | 1951 | 1971 | 1991 | 2001 |
| --------- | ---- | ---- | ---- | ---- | ---- | ---- | ---- | ---- | ---- |
| Einwohner | 2366 | 2184 | 3109 | 4224 | 4246 | 4164 | 3177 | 3303 | 3215 |

Quelle: ISTAT

## Politik
Gianpio Sarracco wurde am 20. September 2020 zum neuen Bürgermeister gewählt.

## Söhne und Töchter der Stadt
- Umberto Mastroianni (1910–1998), Bildhauer
- Marcello Mastroianni (1924–1996), Schauspieler